# Gib Ford
Gilbert Ford, detto Gib (Tulia, 14 settembre 1931 – Naples, 10 gennaio 2017), è stato un cestista statunitense, attivo a livello amatoriale nella AAU e campione olimpico nel 1956.

## Palmarès
- Campione AAU (1955)